# 166. Reserve-Division (Wehrmacht)
Die 166. Reserve-Division war eine deutsche Infanteriedivision im Zweiten Weltkrieg. Die Division wurde am 26. Oktober 1943 im besetzten Dänemark aufgestellt. Die Division war lange im besetzten Frankreich stationiert und wurde am 4. Januar 1944 auf die niederländische Insel Walcheren verlegt. Am 9. März 1945 wurde die 166. Reserve-Division in 166. Infanterie-Division umbenannt.